# Caramagna Piemonte
Caramagna Piemonte település Olaszországban, Piemont régióban, Cuneo megyében. Lakosainak száma 3059 fő (2023. január 1.). Caramagna Piemonte Carmagnola, Racconigi és Sommariva del Bosco községekkel határos.

## Népesség
A település népessége az elmúlt években az alábbi módon változott:
| Lakosok száma | 3643 | 3630 | 2825 | 2686 | 2312 | 2011 | 2216 | 2406 | 3064 | 3059 |
|               | 1861 | 1881 | 1911 | 1921 | 1936 | 1961 | 1981 | 1991 | 2017 | 2023 |